# USS Yorktown (CV-10)
La USS Yorktown (codici e numeri d'identificazione CV-10) è stata una delle 24 portaerei della classe Essex della United States Navy durante la seconda guerra mondiale. Inizialmente destinata ad essere battezzata Bon Homme Richard, ricevette la nuova denominazione dopo l'affondamento della precedente Yorktown, avvenuto nel corso della battaglia delle Midway il 7 giugno 1942.

## Storia
Ha combattuto nella seconda guerra mondiale dal 1943 fino al 1945, dopo di che è stata dimessa e ammodernata, una prima volta come portaerei d'attacco (codice d'identificazione CVA) e più tardi come portaerei antisommergibile (CVS). È tornata in servizio nel 1953, troppo tardi per poter partecipare alla guerra di Corea, operando per molti anni nel Pacifico, prendendo quindi parte alle operazioni durante la guerra del Vietnam.
Nel 1968 fu utilizzata nelle riprese di Tora! Tora! Tora! e nello stesso anno partecipò nel programma Apollo, come nave di recupero dell'Apollo 8.
È stata dismessa nel 1970 e nel 1975 è stata trasformata in nave-esposizione presso il Patriots Point Naval & Maritime Museum di Mount Pleasant, nella Carolina del Sud.